# فضيل بن غزوان
فضيل بن غزوان بن جرير أبو محمد الضبي الكوفي من أئمة الحديث الثقات،وثقه أحمد بن حنبل وغيره، وتوفي سنة بضع وأربعين ومائة.

## روايته للحديث النبوي
- حدث عن أبي حازم الأشجعي، وأبي زرعة البجلي، وعكرمة، وسالم بن عبد الله، وجماعة.[3]
- حدث عنه ابنه محمد بن فضيل، وجرير بن عبد الحميد، وعبد الله بن المبارك، وإسحاق الأزرق، وابن نمير، ويحيى القطان، وعدة.[2]

## اقوال العلماء فيه
- أبو حاتم بن حبان البستي: ذكره في الثقات.
- أحمد بن حنبل: ثقة.
- أحمد بن صالح الجيلي: ثقة وكان عثمانياً.
- ابن حجر العسقلاني: ثقة.
- محمد بن عمار الموصلي: وثقه.
- يحيى بن معين: ثقة.
- يعقوب بن سفيان الفسوي: سني ثقة.[4]